# 洛湾三江站
洛湾三江站，位于中华人民共和国贵州省贵阳市乌当区东风镇，是贵开城际铁路上的火车站，于2015年5月1日启用，由成都铁路局管辖。

## 車站周邊
- 夹壳山

## 歷史
- 于2015年5月1日启用。

## 外部連結
- 中国铁路客户服务中心 （页面存档备份，存于）